# Пханом Рунг
Замковый комплекс Пханом Рунг (тайск. ปราสาทหินพนมรุ้ง) — исторический парк в провинции Бурирам, Исан. Одна из красивейших и важнейших кхмерских достопримечательностей Таиланда.

## История
Комплекс построен между X—XIII веками в честь бога Шивы потомком династии Махидхарапура, родственником короля Сурьявармана II, основателя Ангкор-Ват. Потухший вулкан заметно выделяется из окрестных равнин и считался местными мифической горой Кайлас, на которой находится обитель Шивы, где он сидит в состоянии вечной медитации вместе со своей женой Парвати. Эта гора считалась центром Вселенной.
Святилище ремонтировалось с 1935 года. Парк официально открыт принцессой Маха Чакри Сириндхорн в 1988 году. В 2004 году были поданы заявки на включение в список объектов всемирного наследия ЮНЕСКО в Таиланде.

## Описание

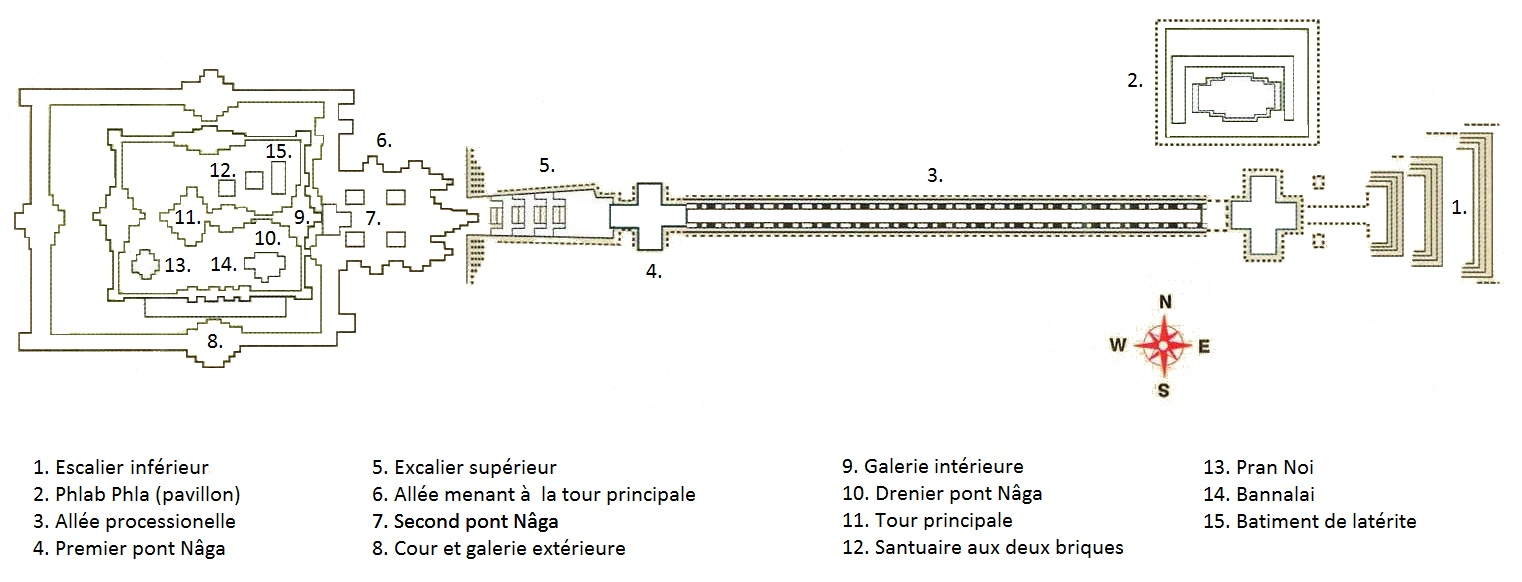
План храма

Название происходит от кхмерского «Внам Рунг», что означает «потухший вулкан». Также сохранилась надпись, в которой святилище называют «Нерендрадитья».
Храм относится к типу горных, служивших для коронации всемирного монарха (чакравартина).
Находится на вершине потухшего вулкана (402 м над уровнем моря) в районе Чалерм Пра Кхиат, провинции Бурирам, Таиланд. Рядом со святилищем (10 км) находится кхмерская крепость Прасат Муанг Там.
Комплекс составляют следующие объекты: священный водоём — озеро прямоугольной формы, созданное на месте кратера вулкана; основная башня храма — построена из розового песчаника, в храме находился лингам — символ Шивы; «павильон для переодевания» — здание, где король прихорашивался перед восхождением в храм; аллея для процессий.

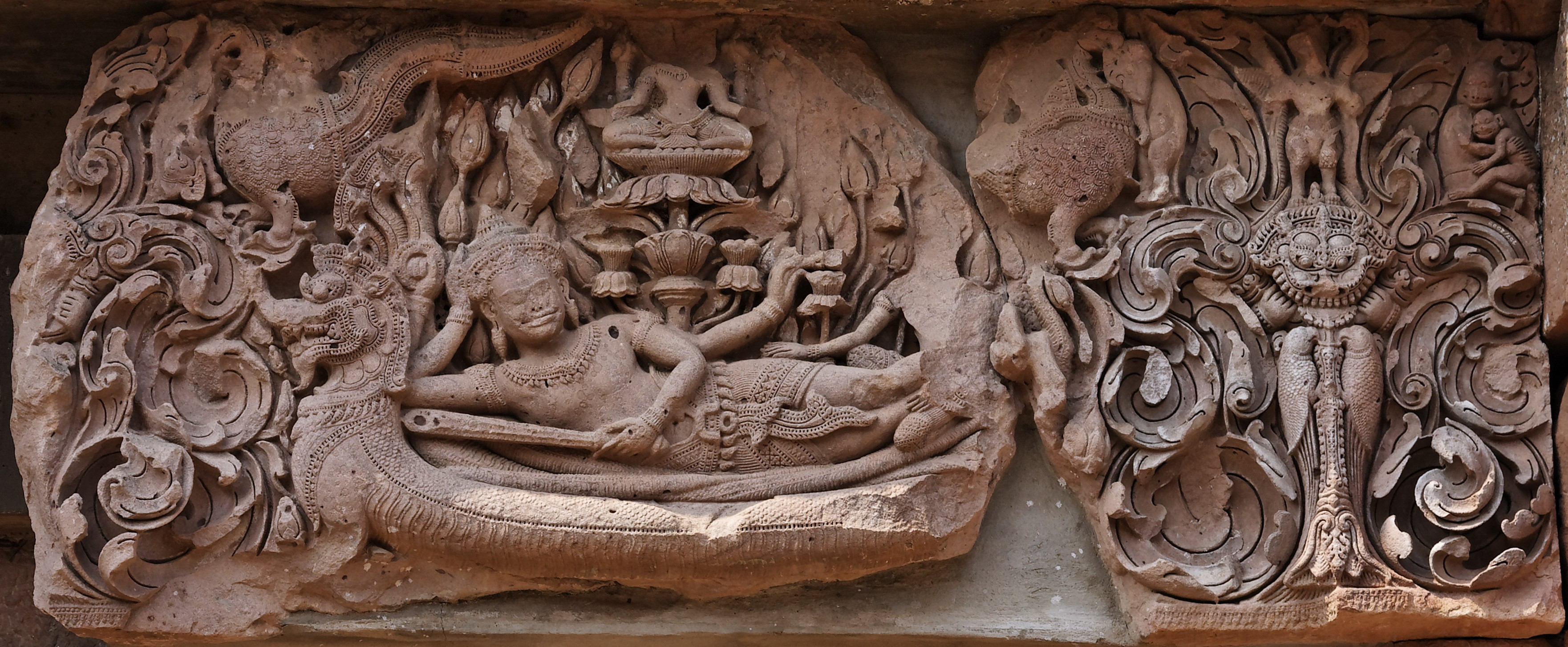
Притолока

Одним из самых известных элементов храма является декоративная притолока, уложенная над восточным входом в центральное святилище. На ней изображён лежащий Вишну. Притолока наиболее известна своим возвращением из Чикагского института искусств в 1988 году. Она была украдена из храма в 1960-х и в 1967 году приобретена музеем, где демонстрировалась в течение более двадцати лет. В начале 1988 года после завершения реставрации храма несколько сторон обратились в Таиланд с призывом о её возвращении. Этот вопрос стал предметом пристального внимания СМИ, причём некоторые даже обвинили правительство США в содействии воровству. Тайское правительство вступило в переговоры с музеем, который не желал рассматривать вопрос о безоговорочном возвращении, поскольку добросовестно приобрёл этот предмет. Наконец, в октябре музей согласился вернуть притолоку в обмен на пожертвование от основанного в Чикаго фонда Элизабет Ф. Чейни. 10 ноября притолока прибыла в Таиланд, событие освещалось в прямом эфире на национальном телевидении. Она была восстановлена в первоначальное положение 7 декабря, ознаменовав завершение реставрации храма.